# 767
| 767                |
| ------------------ |
| Dødsfald - Fødsler |
|                    |

| Gregoriansk kalender | 767 DCCLXVII            |
| Ab urbe condita      | 1520                    |
| Armensk kalender     | 216 ԹՎ ՄԺԶ              |
| Kinesiske kalender   | 3463 – 3464 丙午 – 丁未 |
| Etiopisk kalender    | 759 – 760               |
| Jødisk kalender      | 4527 – 4528             |
| Hindukalendere       |                         |
| - Vikram Samvat      | 822 – 823               |
| - Shaka Samvat       | 689 – 690               |
| - Kali Yuga          | 3868 – 3869             |
| Iransk kalender      | 145 – 146               |
| Islamisk kalender    | 150 – 151               |

## Begivenheder
- 28. juni – Pave Paul 1. dør og efterlader posten til Stefan 3., som tiltræder året efter.

## Dødsfald
- 28. juni – Paul 1., pave fra 29. maj 757 til sin død (født ca. 700).